# حلقي البروبان
حلقي البروبان (بروبان حلقي أو سيكلو بروبان ) عبارة عن مركب عضوي له الصيغة الكيميائية C3H6، ويمثل أبسط الألكانات الحلقية. تتألف بنيته من ثلاث ذرات كربون مرتبطة بينها بروابط على شكل مثلث.

## الخواص

### البنية
تكون الروابط بين ذرات الكربون أضعف من الرابطة كربون-كربون العادية في المركبات الأليفاتية، وذلك لأن زاوية الرابطة تكون حوالي 60° ، وهذا أقل بكثير من الزاوية 109.5° التي تميز الروابط بين ذرات الكربون ذات التهجين sp3، وذلك حسب نظرية إجهاد باير Baeyer strain theory، كما يعاني حلقي البروبان من إجهاد فتل لأن ذرات الهيدروجين تكون في تشكيل مكسوف مما يخفف بالتالي من طاقة الارتباط بينها، مما يجعله أنشط كيميائياً من مركبات حلقية أخرى مثل حلقي الهكسان أو حلقي البنتان.
تشير الدراسات الحديثة إلى ثباتية بنية حلقي البروبان، وذلك حسب نظرية أو نموذج والش Walsh diagram، بحيث أن ذرات الكربون تتبنى تهجين خاص من النمط sp2 فيما بينها، وتكون الزاوية 104°، وذلك بسبب عدم حدوث تطابق كامل بين المدارات الذرية، وتسمى أمثال هذه الروابط بالروابط المنحنية.

### الفيزيائية والكيميائية
مركب حلقي البروبان غاز في الدرجة العادية من الحرارة، له خواص مخدرة عند استنشاقه، وعند تسخينه إلى حوالي 500°س فإنه يتحول إلى البروبيلين. كما يتحول إلى البروبان بالتفاعل مع الهيدروجين بوجود حفاز من البالاديوم. أما التفاعل مع بروميد الهيدروجين يعطي 1-بروم البروبان، مثله مثل المركبات الأوليفينية.

## التاريخ والتحضير
اكتشف حلقي البروبان عام 1881 من قبل آوغست فرويند August Freund وذلك بمفاعلة 3،1-ثنائي بروم البروبان مع الصوديوم. يندرج هذا التفاعل تحت آلية تفاعل فورتز بين جزيئيّ intramolecular معطياً حلقي البروبان. 
يمكن رفع مردود التفاعل باستعمال الزنك كبيديل عن الصوديوم. لم يكن لحلقي البروبان أي استعمال تجاري إلى حين أن اكتشف هندرسون Henderson و لوكاس Lucas خواصه المخدرة عام 1929. ثم بدأ الإنتاج الصناعي منه عام 1936.

## السلامة
إن مركب حلقي البروبان سريع الاشتعال وخاصة عندما يكون مسالاً، إذ أنه من الممكن أن يخضع لتفاعل أكسدة وفتح للحلقةـ حيث تتحرر طاقة ممكن أن تؤدي إلى حدوث اشتعال. لذلك يجري شحن هذا المركب بأواني حاوية على صوف معدني من معدن التنغستن أو من الصوف الزجاجي لمنع حدوث تفاعلات انفجارية.

## حلقي البروبانات
حلقي البروبانات وهي صنف من المركبات العضوية التي تحوي حلقي البروبان في بنيتها. يعود ذلك إلى النشاط الكيميائي لحلقي البروبان حيث يمكن أن يدخل في تفاعلات كيميائية مختلفة. يوجد هذا الصنف من المركبات أحيانا في بعض الجزيئات الحيوية مثل مركبات بيريثرين Pyrethrin الموجودة في بعض النباتات، والتي لها مفعول مبيد للحشرات.

### التحضير
يحضر حلقي اببروبان بعدة طرق اصطناع عضوية، وتسمى الطرق بشكل عام: تحلّق البروبان cyclopropanation.

#### الازدواج
يمكن الحصول على مركبات حلقي البروبانات من تفاعل ازدواج بين جزيئي وذلك بإضافة الصوديوم إلى 3،1-ثنائي بروم البروبان، كما في تفاعل فرويند. أو باستعمال الزنك حسب تفاعل غوستافسون Gustavson reaction  أو بازدواج فورتز عند تحضير ثنائي حلقي[1.1.0]البوتان.

#### من الألكينات
تتم عملية إضافة ألكين إلى كربينويد الزنك zinc carbenoid حسب تفاعل سيمونز-سميث Simmons–Smith reaction، فعلى سبيل المثال يتفاعل كحول السيناميل Cinnamyl alcohol (كحول القرفة)  حسب هذا التفاعل. في إحدى التفاعلات المكيفة أو المعدلة،  يفاعل شكل أميدي من الكحول مع مكافئين من ثنائي كلورو الميثان بوجود كل من رباعي كلوريد التيتانيوم والمغنسيوم:
إحدى آليات التفاعل المقترحة هي كالتالي:

#### تفاعلات الاستبدال المحبة للنواة
يمكن أن يتم التحضير عن طريق تفاعلات الاستبدال المحبة للنواة، حيث تستبدل مجموعة مغادرة بأليف للنواة (نكليوفيل) في استبدال من النمط 3،1 كما في تحضير حلقي بروبيل الأسيتيلين من 5-كلورو-1-بنتاين  يمكن استخدام تفاعل بنغل Bingel reaction كمثال آخر للعملية.
بإحدى التفاعلات اللامتناظرة يتشكل لدينا ثلاثة مراكز فراغية من تفاعل حلقي الهكسينون مع برومو نترو الميثان بوجود مفروق-5،2-ثنائي ميثيل بيبيرازين كقاعدة في الوسط، وبوجود تحفيز عضوي من التترازول المرتبط بالبيروليدين.

#### تفاعلات إعادة الترتيب
تحدث تفاعلات إعادة ترتيب لمركبات معينة من حلقي البوتانات بحيث نحصل على حلقي البروبانات. على سبيل المثال، يتحول 2،1-حلقي بوتانديول إلى حلقي بروبان كربوكسيل ألدهيد. وكما في إعادة الترتيب الضوئي لمركبات مثل 4،1-دينات التي تتحول إلى فاينيل حلقي البروبانات.

#### طرق أخرى
تحدث عملية تحلق للبروبان في تفاعل كولينكوفيتش Kulinkovich reaction، حيث تتفاعل الاسترات مع كاشف غرينيار بوجود ألكوكسيد التيتانيوم. يحدث التحلق أيضاُ في تحلق كيشنر للبروبان Kishner cyclopropane synthesis لبعض مركبات البيرازولين.

### التفاعلات

#### إضافة شغوفة بالإلكترونات
تحدث عملية إضافة شغوفة بالإلكترونات عند تفاعل حلقي البروبان مع الأحماض المعدنية (بشكل مشابه لما يحدث عند الروابط المضاعفة)، حيث تتشكل هاليدات الألكيل، بشكل مترافق مع عملية فتح للحلقة. تتبع حلقي البروبانات المستبدلة قاعدة ماركوفنيكوف 

#### إضافة حلقية
تدخل حلقات البروبان في تفاعل إضافة حلقية كما في المثال أدناه حيث تتم إضافة حلقية من النمط [5+2]:
يجري التفاعل باستعمال حفاز من الروديوم المرتبط بمجموعة BINAP بوجود 96% فائض متخايل Enantiomeric excess.

#### إعادة الترتيب
تدخل حلقي البروبانات في العديد من تفاعلات إعادة الترتيب، كمثال مركب بولفالين Bullvalene الذي يخضع لإعادة ترتيب في بنيته. من الأمثلة الأخرى إعادة ترتيب فافورسكي Favorskii rearrangement حيث يمثل تشكل حلقة البروبان إحدى المراحل في إعادة الترتيب. تحدث عملية إعادة ترتيب أيضاً لمركبات محددة من حلقي بروبان الميثيلين المستبدلة، والتي تتحول إلى مركبات تحوي حلقي البوتين.:
يحفز هذا التفاعل بمركب كلوريد البلاتين الثنائي في وسط من أحادي أكسيد الكربون، وقد درست آلية التفاعل باستعمال الوسم بالديوتريوم (ديترة). بإجراء نسخة معدلة من التفاعل  جرى تحضير الحفاز في الموقع In situ، (أي في مزيج التفاعل) من خلات البالاديوم الثنائي مع بروميد النحاس الثنائي في وسط من التولوين.

## مركبات مشابهة
- بوريران: وهو مشتق لحلقي البروبان، حيث تحل ذرة بورون مكان ذرة كربون في الحلقة.